# 神奈川県立横浜緑園高等学校
神奈川県立横浜緑園高等学校（かながわけんりつよこはまりょくえんこうとうがっこう）は、神奈川県横浜市泉区岡津町に所在する公立の高等学校。

## 設置学科
- 普通科（単位制）

平成28年度入学生まで
- 総合学科

## 沿革
- 2008年4月 - 神奈川県立岡津高等学校と神奈川県立和泉高等学校を発展的に統合し、旧岡津高校校地を継承し、神奈川県立横浜緑園総合高等学校の校名で開校。
- 2017年4月 - 総合学科を単位制の普通科に改編し、神奈川県立横浜緑園高等学校に校名を改める。
- 2019年3月 - 総合学科閉科

## 著名な卒業生
- 瑛人 - シンガーソングライター

## 交通
相鉄いずみ野線緑園都市駅より徒歩16分。